# Parafia św. Andrzeja Boboli w Czerwionce-Leszczynach
Parafia św. Andrzeja Boboli – rzymskokatolicka parafia znajdująca się w Czerwionce-Leszczynach, w dzielnicy Leszczyny. Parafia należy do dekanatu Dębieńsko i archidiecezji katowickiej.
Obecnie parafia liczy prawie 12 tys. parafian. 

## Historia
Została po raz pierwszy wymieniona w spisie świętopietrza sporządzonym przez archidiakona opolskiego Mikołaja Wolffa w 1447 r. pośród innych parafii archiprezbiteratu (dekanatu) w Żorach pod nazwą Leschczina. Wydaje się, że powstała niewiele wcześniej. W tym czasie istniał kościół drewniany pod wezwaniem Trójcy Przenajświętszej, powstały na przełomie XVI i XVII w. Jednak w XVIII wieku parafia traci swoją samodzielność i zostaje włączony do parafii w Bełku. Wtedy parafia w Leszczynach należała do dekanatu żorskiego, a od początku XVII w. do dekanatu gliwickiego. W 1738 r. utworzono dekanat wielkodębieński. Parafia swoją samodzielność odzyskała dopiero w 1919 r., chociaż duszpasterz pojawił się w 1911 r. W okresie międzywojennym rozpoczęto budowę nowego kościoła na mocy starań, jakie podjął miejscowy proboszcz ks. Adolf Pojda, który zginął w 1942 r. w Dachau. Kamień węgielny został poświęcony 10 października 1937 r. przez ks. infułata Wilhelma Kasperlika. Kościół został poświęcony w 1945 r. Stary drewniany kościół został przeniesiony do Palowic, gdzie jest kościołem parafialnym. W czasie II wojny światowej kościół został częściowo zniszczony, plebania została zajęta przez wojsko. Po wojnie naprawiono zniszczenia, wykończono wnętrza kościoła oraz założono nowy cmentarz.

## Grupy parafialne
- chór „Angelus”
- Franciszkański Zakon Świeckich
- „Caritas”
- Koło Żywego Różańca
- Dzieci Maryi
- Katolickie Stowarzyszenie Młodzieży
- Rodzina Pielgrzymkowa
- Czciciele Miłosierdzia Bożego
- Ministranci

## Wydarzenia związane z parafią
Co roku organizowany jest Festiwal Piosenki Religijnej „Kanaan”.

## Proboszczowie
- ks. Józef Komorek (1911–1920)
- ks. Paweł Gediga (1920–1927)
- ks. Adolf Pojda (1927–1940)
- ks. Rafał Kaczmarczyk SVD substytut (1940–1942)
- ks. Wilhelm Pluta administrator (1942–1945),
- ks. Wilhelm Dłucik administrator (1945–1957), proboszcz (1957–1977)
- ks. Stanisław Musiał (1977–1987)
- ks. dziekan Antoni Drosdz (1987–2006)
- ks. Krzysztof Fulek (2006–2018)
- ks. ppłk. Zenon Sodawiczny (od 2018)